# Хигашиоми
Хигашиоми (јап. 東近江市) град је у Јапану у префектури Шига. Према попису становништва из 2005. у граду је живело 116.797 становника.

## Становништво
Према подацима са пописа, у граду је 2005. године живело 116.797 становника.
| 1995.   | 2000.   | 2005.   |
| ------- | ------- | ------- |
| 111.322 | 114.395 | 116.797 |